# ラーン (北欧神話)

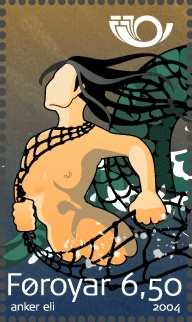
フェロー諸島で2004年に発行された切手に描かれたラーン。アンカー・エリ・ペーターセン(en)による。

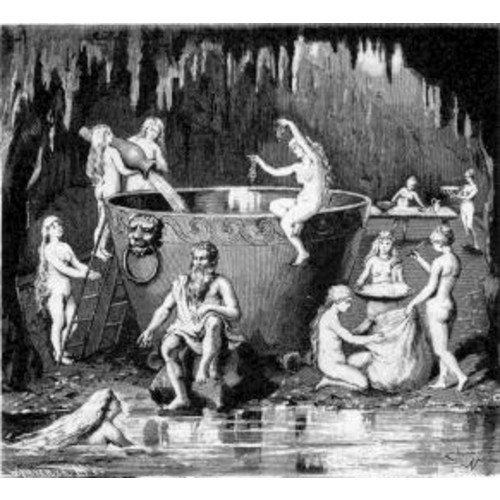
エーギルとラーンと波の乙女達。

ラーン（ランとも。古ノルド語: Rán）は、北欧神話に登場する女神の名前である。

## 概要
海の神であるエーギルの妻。大きな網を持っていて、船や人を海中に巻き込むといわれている。
『古エッダ』の『レギンの歌』において、ロキが黄金を入手すべくドワーフのアンドヴァリを捕らえようとした際には、ラーンから網を借りている。
人々は、嵐の海にはラーンが網を構えていると考え、船に乗るときは黄金を持っていった。もし人が溺れて、ラーンに捕まっても、黄金を渡せば安穏の館に入れてもらえる。しかし黄金を持っていなかったため暗い館に入れられるという物語もある。またあるサガでは、溺死者の霊が自身の葬式に現れた場合は、ラーンが死者を温かく迎えたことの証拠だと信じられていたことが語られている。
『詩語法』では海のケニングとして、「ラーンの道」という表現を紹介している。
ラーンと夫エーギルとの間には9人の娘がおり、「波の乙女」と呼ばれている。